# Поленция
 Тази статия е за древния лигурски град в днешна Италия.  За града в Испания вижте Поленция (Испания).  
Поленция (Pollentia) е древен град в Лигурия, днес селище Поленцо (Pollenzo) на левия бряг на река Танаро на 4 км и част от град Бра в провинция Кунео, регион Пиемонт в Северна Италия.
Древният град Поленцо се намирал в местността Ligures Bagienni на Via Vulvia, между Апенините и горната част на Падус. Бил е град на лигурските стателати и се намира на 13 км от град Алба.
През 179 пр.н.е. е окупиран от консул Квинт Фулвий Флак. През 173 пр.н.е. Марк Попилий Ленат води война в Лигурия против стателатите. След капитулацията на племето той продава населението в робство. През 125-123 пр.н.е. римляните основават град Поленция с голям амфитеатър, в който е построено днешното село. Прочут е с вълнените си и керамични произведения.
През 43 пр.н.е. градът е на страната на Марк Антоний. От Поленция произлиза Луций Хедий Руф Лолиан Авит (суфектконсул 114 г.), който е много близък с Пертинакс, който е от тази област (от Алба). До града на Великден (6 април) 402 г. римският генерал Стилихон побеждава вестготския крал Аларих I (Битка при Поленция). През 938 г. градът е разрушен от сарацините.
През 1946 г. Виктор Емануил III след абдикирането си приема титлата граф на Поленцо.
Не трябва да се бърка с Поленция, днешна Алкудия на о-в Майорка (Испания) – друг древноримски град, основан през II век пр.н.е.